# Вохма (селище)
Вохма (рос. Вохма) — селище у Вохомському районі Костромської області Російської Федерації.
Населення становить 4786 осіб. Входить до складу муніципального утворення Вохомське сільське поселення.

## Історія
У 1936-1944 року населений пункт перебував у складі Вологодської області. Від 1944 належить до Костромської області.
Від 2007 року входить до складу муніципального утворення Вохомське сільське поселення.

## Населення
| 1959  | 1970  | 1979  | 1989  | 2002  | 2008  | 2010  |
| ----- | ----- | ----- | ----- | ----- | ----- | ----- |
| 3422  | ↗4060 | ↗4339 | ↗4953 | ↘4785 | ↘4728 | ↘4375 |
| 2013  | 2014  |       |       |       |       |       |
| ↗4561 | ↗4786 |       |       |       |       |       |